# Formica planipilis
Formica planipilis é uma espécie de formiga do gênero Formica, pertencente à subfamília Formicinae.